# Heptaxodontidae
Heptaxodontidae (Велетенські хутії) — родина викопних гризунів, що мешкала у плейстоцені на Антильських островах. Родина є близькою до родини хутієвих (Capromyidae). На них полювали перші поселенці островів, а дрібних вид Quemisia gravis, мабуть, застали іспанські завойовники у XVI столітті.

## Опис
Це великі гризуни, наприклад, Amblyrhiza inundata важив до 200 кг та був розміром з ведмедя, інші види важили в межах 10-50 кг.

## Класифікація
- Родина Heptaxodontidae
  - Підродина Heptaxodontinae
    - Рід Amblyrhiza
      - Amblyrhiza inundata — острови Ангілья та Сен-Мартен

    - Рід Elasmodontomys
      - Elasmodontomys obliquus — Пуерто-Рико

    - Рід Quemisia
      - Quemisia gravis — Гаїті

    - Рід Xaymaca
      - Xaymaca fulvopulvis — Ямайка

  - Підродина Clidomyinae
    - Рід Clidomys
      - Clidomys osborni — Ямайка